# Тимошенко, Эдуард Николаевич
Эдуа́рд Никола́евич Тимоше́нко (укр. Едуард Миколайович Тимошенко; 9 ноября 1953, Дагестанские Огни, Дагестанская АССР, РСФСР, СССР — 13 ноября 2007, Запорожье, Украина) — советский футболист.

## Биография
Воспитанник дагестанского футбола, юношей играл за «Труд» из Каспийска. Его первыми тренерами были Карп Дубовицкий (Каспийск), Владимир Шувалов.
Под руководством Гаджи Гаджиева в 1975 в составе «Динамо» из Махачкалы стал обладателем кубка РСФСР.
Далее играл в «Металлурге» из Запорожья. 25 мая 1978 года в матче против ростовского СКА забил свой первый гол за запорожцев. В 1979 вместе с Иваном Шарием составили очень сильный дуэт нападающих, прекрасно взаимодействовали на поле, на двоих им удалось забить в том сезоне 51 мяч из 69. Всего же в составе «Металлурга» с 1978 по 1983 годы участвовал в 206 официальных матчах и забил 62 мяча.
После окончания футбольной карьеры остался в Запорожье, где окончил Запорожский государственный педагогический институт, а на тренерском поприще СДЮШОР Металлург Эдуард Тимошенко воспитал не один десяток юных футболистов, среди которых Антон Монахов, Станислав Богуш.

## Достижения
- Обладатель Кубка РСФСР: 1975
- Обладатель Кубка Украинской ССР: 1984
- Чемпион Украинской ССР: 1984